# Randidrilus quadrithecatus
Randidrilus quadrithecatus är en ringmaskart som beskrevs av Coates och Erséus 1985. Randidrilus quadrithecatus ingår i släktet Randidrilus och familjen småringmaskar. Inga underarter finns listade i Catalogue of Life.